# Afonso Pires Farinha
Afonso Peres ou Pires Farinha ou Afonso Farinha (? - 1282) foi um nobre e prelado português.

## Biografia
D. Frei Afonso Farinha era filho primogénito de Pedro Salvadores de Góis, 4.° Senhor de Góis e 1.º Senhor de Farinha Podre, e de sua mulher Maria Nunes de Esposade.
Foi 5.° Senhor de Góis e 2.° Senhor de Farinha Podre, em sucessão a seu pai.
Depois de ter auxiliado D. Sancho II de Portugal e D. Afonso III de Portugal na Conquista do Reino do Algarve, passou a ser um dos Validos deste último Monarca.
Foi Prior da Ordem do Hospital de 1260 a 1276 ou de 1262 a 1266.
Foi 1.° Senhor de Miranda do Corvo a 13 de Novembro de 1266 e 1.° Senhor de Paradela.
Foi Comendador de Rio Meão desde 1271 e de Leça desde 1280. É, possivelmente, o mesmo que aparece com o nome de Afonso Pedro Farinha, Prior de 1274 a 1280.
Consta numa Carta de 1279 de D. Afonso III de Portugal ao Alcaide-Mor de Montemor-o-Velho como Corregedor dos Feitos do Reino («El Rey o mandiu per dom Alfonso Farinha e oer Martim Dade e per Pedro Caseval, corregedores dos feytos do Reyno»).
Foi Fidalgo do Conselho, Membro da Regência da Rainha D. Beatriz de Castela, etc. Com D. Durando Pais, Bispo de Évora, e o Mordomo-Mor do Reino, D. João Peres de Aboim, foi deixado como Ministro a D. Dinis I de Portugal, com a missão de lhe aplanar as primeiras dificuldades no Governo da Nação.